# توم كوردس
توم كوردس (بالهولندية: Tom Cordes)‏ مواليد 30 مايو 1966 في هولندا، هو دراج هولندي سابق. سبق أن شارك في دورة الألعاب الأولمبية الصيفية.

## سجل النتائج

### سباقات أو مراحل فاز بها
- بطولة العالم لسباق الدراجات على الطريق

## الميداليات
| الميدالية | المسابقة                                    |
| --------- | ------------------------------------------- |
| ذهبية     | بطولة العالم لسباق الدراجات على الطريق 1986 |

## روابط خارجية
- توم كوردس على موقع الاتحاد الدولي للدراجات (الإنجليزية)
- توم كوردس على موقع أرشيف الدراجات (الإنجليزية)
- توم كوردس على موقع إحصائيات الدراجات الإحترافية (الإنجليزية)
- توم كوردس على موقع أوليمبيديا (الإنجليزية)